# Anuvinda
Anuvinda és un gènere d'aranyes araneomorfes de la família dels titanècids (Titanoecidae). Fou descrit per primera vegada per Lehtinen el 1967.
Les dues espècies d'aquest gènere es troben a l'Àsia (meridional, sud-oriental i oriental). Anuvinda milloti és endèmica del Nepal.

## Taxonomia
Segons el World Spider Catalog amb data de 19 de gener de 2019, hi ha reconegudes dues espècies:
- Anuvinda escheri (Reimoser, 1934) – Índia, Xina, Laos, Tailàndia
- Anuvinda milloti (Hubert, 1973) – Nepal